# 26620 Yihuali
26620 Yihuali è un asteroide della fascia principale. Scoperto nel 2000, presenta un'orbita caratterizzata da un semiasse maggiore pari a 2,9113634 UA e da un'eccentricità di 0,1237435, inclinata di 2,13712° rispetto all'eclittica.